# Бужин
Бужин — колишнє містечко Київської губернії, пізніше село Чигиринського району Черкаської області. Наприкінці 1950-х років затоплене водами Кременчуцького водосховища.

## Історія

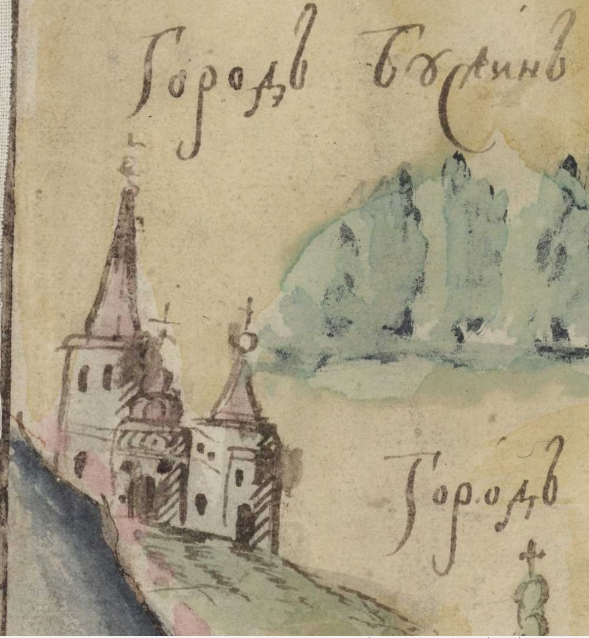
Бужин на карті XVIII століття

Бужин на мапі 1869 року

За переказами місцевих жителів Бужин в давнину був великим містом з 40 церквами, винищений татарами.
Село Бужин відоме в історичних документах. Під час визвольної боротьби проти польської шляхти тут було споруджено велике укріплення і переправа через Дніпро, які мали стратегічне значення.
У 1662 році під Бужином відбулася битва, у якій московити зазнали поразки від Юрія Хмельницького. В 1664 році Бужин випалений відділами коронного війська під проводом полководця Стефана Чарнецького, в 1667 — розорений турками, а в 1678 році поблизу нього князь Григорій Ромодановський і гетьман Іван Самойлович завдали цілковитої поразки знаменитому візиру Кара-Мустафі. Ця рішуча перемога примусила турків відмовитися від подальших походів на Україну.
В 1808 році в містечку налічувалось 423 мешканця в 44 хатах.
В 1820 році під час розливу Дніпра між Бужином і Боровицею було вимито два великих цвинтаря, на яких було знайдено людські кістки. Тіла були завернуті у саван із срібної парчі, та прикрашені виробами із дорогоцінного каміння і металів, що говорить про те, що в давнину Бужин був багатим містом.
Адміністративно, у ХІХ ст, Бужин входив до складу Шабельницької волості Чигиринського повіту Київської губернії.
У 1959 році Бужин був затоплений водами Кременчуцького водосховища у зв'язку з будівництвом Кременчуцької ГЕС, а його мешканці переселені до новоствореного села Тіньки.
Клірові відомості, метричні книги, сповідні розписи церкви Покрова Пресвятої Богородиці с. Бужин Київського воєв., з 1797 р. Чигиринського пов. Київської губ. зберігаються в ЦДІАК УКраїни.